# Амазон Уеб Сървисис
Amazon Web Services (AWS) е колекция от отдалечени компютърни услуги (remote computing services), наричани още уеб услуги (web services), които съставят една cloud computing платформа, предлагана от Amazon.com. Основните услуги са Amazon EC2 и Amazon S3. Тези продукти се предлагат на пазара като услуга за предоставяне на изчислителни мощности по-бързо и по-евтино отколкото ако клиентската фирма трябва сама да създаде физическа сървърна група.
AWS се намира в 11 географски региона: Северна Вирджиния, където са базирани мнозинството сървъри , Северна Калифорния, Орегон, Бразилия – Сао Паоло, Европа – Ирландия и Германия, Югоизточна Азия – Сингапур, Източна Азия – Токио и Пекин и Австралия – Сидни. Има и „GovCloud“, базирана в Северозападната част на САЩ, предвидена за американски правителствени клиенти. Съществуват държавни агенции, които вече използват услугата в източния регион на САЩ. Всяка област се съдържа изцяло в рамките на една държава и всички нейни данни и услуги остават в рамките на определения район.
Всеки регион има множество достъпни зони, които са обособени центрове за данни, предоставящи AWS услуги. Достъпните зони са изолирани една от друга, за да се предотврати прекъсване на тяхното разпространение между зоните. Няколко услуги действат отвъд достъпните зони (например, S3, DynamoDB), докато други могат да бъдат конфигурирани да възпроизведат всички зони за разпространение на търсенето и да се избегне прекъсване от неуспехи. Към декември 2014 г., Amazon Web Services използват 1,4 милиона сървъри в 28 достъпни зони.
В уеб услугите на Amazon има множество профили на работа, като AWS Architect, AWS Developer, AWS Certified. AWS сертифицираните архитекти са в състояние да управляват всичко свързано с внедряването на облаци в бизнеса и това може да помогне за поддържане на темпото през цялото време.